# 4350 Shibecha
4350 Shibecha је астероид главног астероидног појаса са средњом удаљеношћу од Сунца која износи 2,630 астрономских јединица (АЈ).
Апсолутна магнитуда астероида је 12,2 а геометријски албедо 0,048.